# 와이 (애리조나주)

피마군과 애리조나주의 위치

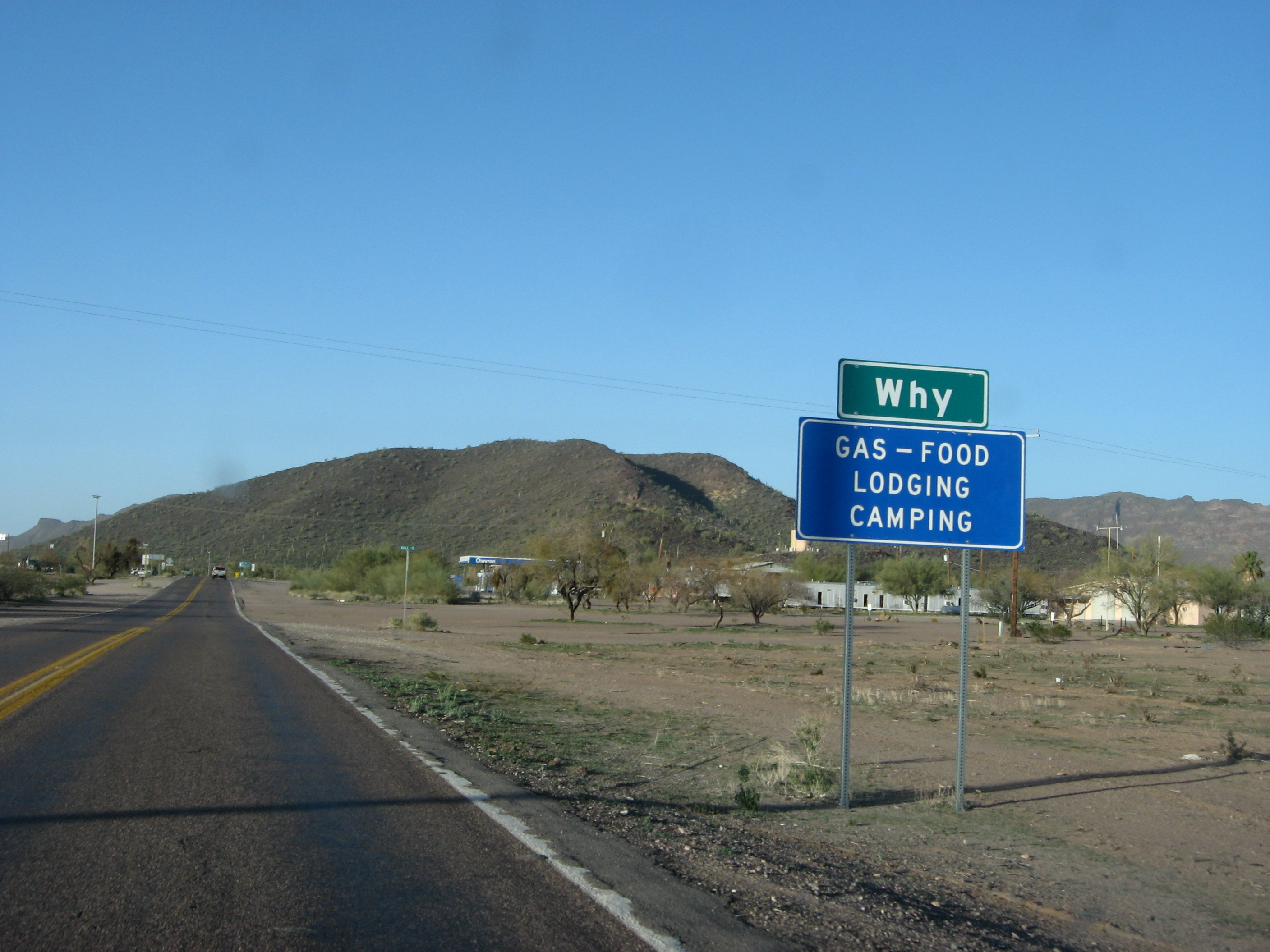
"와이"를 가리키는 도로 표지판

와이(Why)는 미국 애리조나주의 비법인지구다. 지역 이름이 영어 단어 Why("왜" 또는 "어째서")라는 뜻으로도 통하기 때문에 특이한 지명으로 보이고 있다.

## 같이 보기
- 특이한 지명